# Ordre des ingénieurs tunisiens
L'Ordre des ingénieurs tunisiens (arabe : عمادة المهندسين التونسيين) est un organisme professionnel, administratif et juridictionnel tunisien de défense et de régulation de la profession d'ingénieur.

## Mission
La mission de l'Ordre des ingénieurs tunisiens est la suivante :
- Assurer le maintien de l'honneur de la profession et l'intégrité dont l'ingénieur doit faire preuve au cours de sa profession ;
- Assurer l'avancement de la profession d'ingénieur et la formation ;
- Contribuer à estimer les besoins du pays en ingénieurs dans le cadre des plans de développement économique et social et informer périodiquement l'administration des ingénieurs disponibles en fonction de leurs spécialisations et de leurs caractéristiques professionnelles, et cela doit être pris en compte lors du recours au recrutement éventuel d'ingénieurs étrangers ;
- Veiller à ce que tous ses membres respectent les lois et règlements auxquels la profession est soumise et respectent le système d'obligations professionnelles mentionné dans le règlement ;
- Défendre les intérêts de la profession ;
- Exprimer une opinion sur chaque projet de réglementation lié à la profession ;
- Organiser chaque travail coopératif ou système contractuel au profit de ses membres.

## Cadre légal
L'Ordre des ingénieurs tunisiens est créé par le décret-loi no 82-12 du 21 octobre 1982, approuvé par la loi no 82-85 du 2 décembre 1982 et révisé par la loi no 97-41 du 9 juin 1997.

## Présidents
La liste des présidents du conseil de l'ordre est constituée des personnalités suivantes :
- 1982-1991 : Sadok Ben Jemâa
- 1991-1998 : Habib Haddad
- 1998-2002 : Kamel Ayadi
- 2002-2011 : Gh'lem Debbeche
- 2011-2015 : Mongi Miled (comité provisoire)
- 2015-2020 : Oussama Kheriji
- depuis 2020 : Kamel Sahnoun